# Chase Owens
Chase Owens (né le 7 mars 1990 à Bristol, Tennessee) est un catcheur (lutteur professionnel) américain travaillant à la National Wrestling Alliance.

## Carrière

### National Wrestling Alliance (2007-2014)
Le 9 mai 2015, il perd contre A.J. Styles.

### New Japan Pro Wrestling (2014-…)
Lors de King of Pro-Wrestling 2014, il conserve son NWA World Junior Heavyweight Championship contre Bushi. Lors de Power Struggle 2014, il perd son titre contre Jushin Thunder Liger. Lors de The New Beginning in Osaka, lui et Rob Conway battent Hiroyoshi Tenzan et Jushin Thunder Liger. Lors de The New Beginning in Sendai, il perd contre Jushin Thunder Liger et ne remporte pas le NWA World Junior Heavyweight Championship.

#### Bullet Club (2015-...)
Le 23 octobre 2015, il rejoint le Bullet Club. Le lendemain, il participe en compagnie de son coéquipier du Bullet Club, Kenny Omega au Super Jr. Tag Tournament 2015, mais ils sont éliminés du tournoi dès le premier tour à la suite de leur défaite contre Roppongi Vice (Baretta et Rocky Romero). Lors de Power Struggle 2015, lui, Kenny Omega, Matt et Nick Jackson perdent contre reDRagon (Bobby Fish et Kyle O'Reilly) et Time Splitters (Alex Shelley et Kushida).
Lors de Sakura Genesis 2017, lui, Tama Tonga, Tanga Roa et Yujiro Takahashi battent Tiger Mask, Tiger Mask W, Togi Makabe et Yūji Nagata. Le 17 juillet, lui, Kenny Omega et Tama Tonga perdent contre Suzuki-gun (Minoru Suzuki, El Desperado et Taichi).
Lors de New Year Dash !! 2018, lui, Leo Tonga, Cody, Marty Scurll et Yujiro Takahashi battent David Finlay, Juice Robinson, Kōta Ibushi, Kushida et Ryusuke Taguchi. Lors de The New Beginning In Sapporo 2018 - Tag 1, lui et Yujiro Takahashi perdent contre Chaos (Tomohiro Ishii et Toru Yano). Lors de ROH/NJPW Honor Rising: Japan 2018 - Tag 2, lui, HikuLe'o et Yujiro Takahashi perdent contre David Finlay, Jay Lethal et Juice Robinson. Lors de Sakura Genesis 2018, lui et Yujiro Takahashi perdent contre The Young Bucks. Lors de Wrestling Hinokuni 2018, lui, Yujiro Takahashi et Golden☆Lovers perdent contre Suzuki-gun (Taichi, Taka Michinoku, Takashi Iizuka et Zack Sabre, Jr.).
Lors de G1 Special In San Francisco, lui, King Haku, Tama Tonga, Tanga Loa et Yujiro Takahashi battent Chaos (Yoshi-Hashi, Gedo, Rocky Romero, Sho et Yoh),.
Lors du premier tour de la New Japan Cup 2019, il bat le IWGP United States Champion, Juice Robinson.
Le 17 juin, lui, El Phantasmo et Yujiro Takahashi perdent contre Ryusuke Taguchi, Togi Makabe et Toru Yano et ne remportent pas les NEVER Openweight 6-Man Tag Team Championship.
Il intègre ensuite le G1 Climax, où lors de son cinquième match, il obtient la plus grande victoire de sa carrière en battant le IWGP United States Heavyweight Champion, Hiroshi Tanahashi.
Lors de Wrestling Dontaku 2022, lui et Bad Luck Fale battent The United Empire (Great O-Khan et Jeff Cobb) dans un Three Way Match qui comprenaient également Chaos (Hirooki Goto et Yoshi-Hashi) et remportent les IWGP Tag Team Championship,.

## Palmarès
- Canadian Wrestling's Elite
  - Elite 8 (2017)

- Carolina Wrestling Showcase
  - 1 fois CWS Legacy Championship

- Mid Atlantic Championship Wrestling
  - 3 fois MACW Junior Heavyweight Championship

- National Wrestling Alliance
  - 1 fois CWA Television Championship
  - 3 fois NWA Mid-Atlantic Junior Heavyweight Championship
  - 1 fois NWA Mountain State Wrestling Junior Heavyweight Championship
  - 3 fois NWA World Junior Heavyweight Championship
  - NWA World Junior Heavyweight Title Tournament (2012)

- New Japan Pro Wrestling
  - 3 fois IWGP Tag Team Championship avec Bad Luck Fale (1) et Kenta (2)
  - New Japan Rambo (2021)
  - 1 fois KOPW

- NWA Southern All-Star Wrestling
  - 1 fois NWA Southern Heavyweight Championship

- NWA Smoky Mountain Wrestling
  - 2 fois NWA Mountain Empire Championship
  - 1 fois NWA Southeastern Heavyweight Championship[24]
  - 1 fois NWA Tennessee Tag Team Championship avec Chris Richards
  - 1 fois NWA United States Tag Team Championship avec Chris Richards
  - Smoky Mountain Cup (2011)

- Pro Wrestling Freedom
  - 1 fois PWF Heavyweight Championship

- Pro Wrestling Xperience
  - 1 fois PWX Innovative Television Championship (actuel)

- Twin States Wrestling
  - 1 fois TSW Championship
  - TSW Championship Tournament (2016)